# BAT Basilisk
BAT F.K.25 Basilisk là một mẫu thử máy bay tiêm kích của Anh trong Chiến tranh thế giới I.

## Tính năng kỹ chiến thuật
Dữ liệu lấy từ War Planes of the First World War: Fighters Volume One 
Đặc điểm tổng quát
- Kíp lái: 1
- Chiều dài: 20 ft 5 in (6,22 m)
- Sải cánh: 26 ft 11 in (8,21 m)
- Chiều cao: 8 ft 2 in (2,50 m)
- Diện tích cánh: 217,3 ft² (20,2 m²)
- Trọng lượng rỗng: 1.454 lb (661 kg)
- Trọng lượng có tải: 2.182 lb (992 kg)
- Động cơ: 1 × ABC Dragonfly I, 320 hp (239 kW)

 Hiệu suất bay 
- Vận tốc cực đại: 142,5 mph (124 knot, 229 km/h) trên độ cao 6.500 ft (1.980 m)
- Trần bay: 22.500 ft (6.860 m)

Trang bị vũ khí

- Súng: 2× súng máy Vickers .303 in